# Аллісон Піно
Аллісон Піно (фр. Allison Pineau, нар. 2 травня 1989) — французька гандболістка. Олімпійська чемпіонка. Чемпіонка світу і Європи.

## Виступи на Олімпіадах
| Олімпіада           | Дисципліна | Місце |
| ------------------- | ---------- | ----- |
| Лондон 2012         | гандбол    | 5     |
| Ріо-де-Жанейро 2016 | гандбол    | 2     |
| Токіо 2021          | гандбол    | 1     |